# イネス・デ・カストロ
イネス・デ・カストロ（西: Inês de Castro、1325年 - 1355年1月7日）は、ポルトガル王ペドロ1世の愛妾または王妃。主の夫であるポルトガル王太子と恋仲となり、処刑された物語で知られ、芸術作品の題材となった。

## 生涯

### 出自
ガリシア王国の貴族ペドロ・フェルナンデス・デ・カストロとその愛妾アルドンサ・スアレスの間に庶子として生まれた。父はカスティーリャ王ペドロ1世の愛妾フアナ・デ・カストロの親族であり、カスティーリャ王族フアン・マヌエルに仕えていた。

### ポルトガルでの寵愛
父の縁故で1340年に主家から息女コンスタンサがポルトガル王太子のもとへ嫁ぐ際、イネスは侍女として輿入れに伴われた。ポルトガル宮廷で、イネスは正妃コンスタンサを差し置いてペドロ王子の寵愛を受けることとなり、ポルトガル王国とカスティーリャ王国との友好関係に悪影響を及ぼした。
イネスの周囲には、カスティーリャからの亡命貴族やイネスの兄弟がペドロの友人や相談者という立場で集まっていたため、ペドロの父アフォンソ4世はイネスを警戒するようになった。さらに、ペドロと父アフォンソ4世の関係は悪化していた。

### 処刑

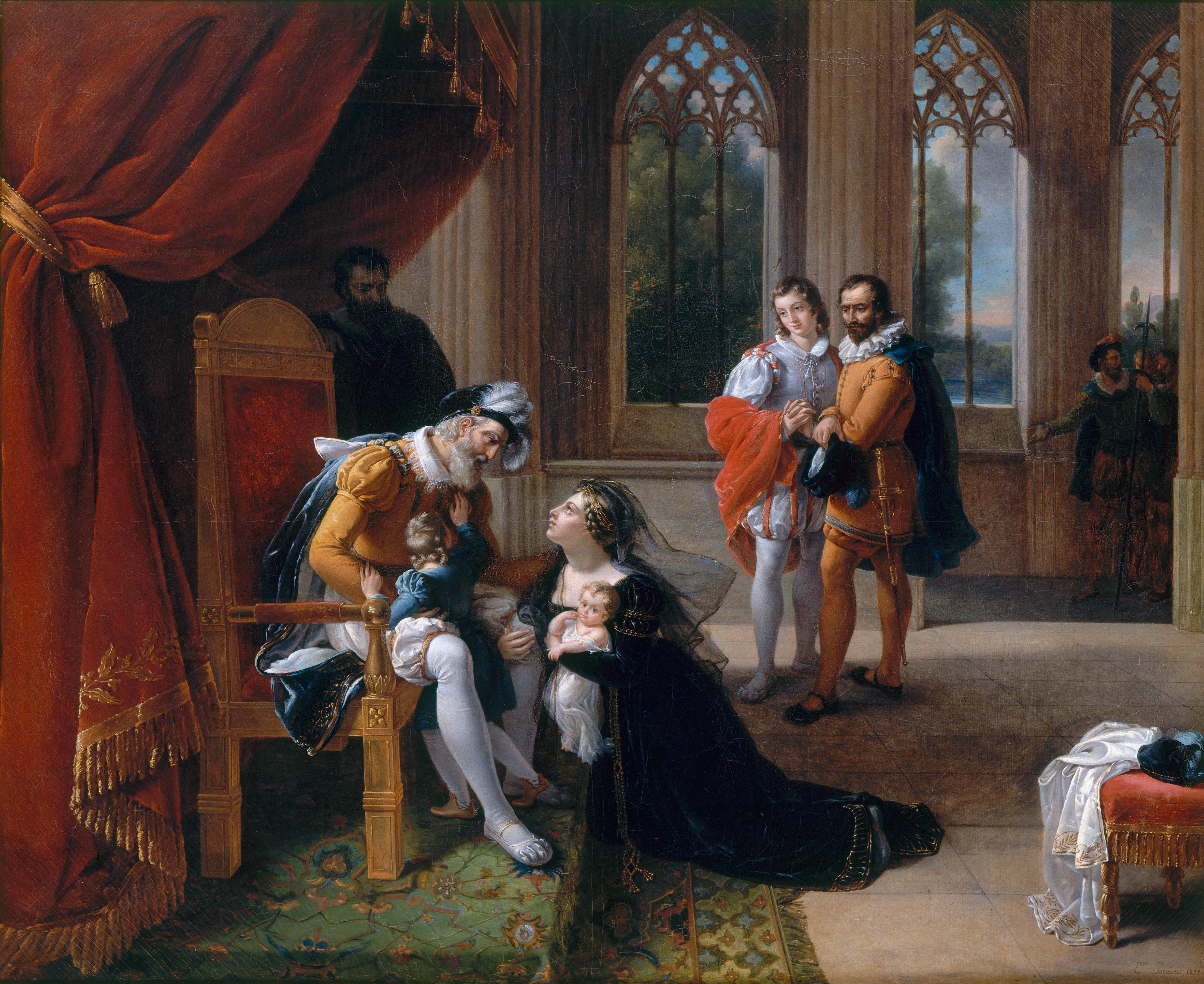
アフォンソ4世にドン・ペドロへの恩赦を乞い願うイネス（1822年画）

1349年に王太子妃コンスタンサが逝去した。アフォンソ4世は息子を再婚させようとしたが、ペドロはイネス以外と結婚するつもりはないと拒絶し、コンスタンサ存命中からの二人の仲は公然となった。
もしイネスが正式に妃となれば、王太子妃がのこしたフェルナンド王子（のちのフェルナンド1世）がないがしろにされ、イネスの生んだ子らが厚遇されるようになると、王の重臣たちは王に忠言した。王太子妃の死後、宮廷から追放されたイネスとペドロは別れていなかったのである。もはや打つ手はないと考えたアフォンソ4世は、イネスを処刑するよう3人の貴族に命じた。
イネスはコインブラの聖クララ修道院で捕らえられ、王の前に引き出された。彼女は3人の子供たちを抱き、「この子たちは陛下の孫ですから、どうぞ命だけはお助けください。」と哀願した。アフォンソ王はイネスの処刑を一旦は思いとどまったが、貴族たちはイネスを生かしたままにする危険を訴えた。王は「お前たちの好きなようにせよ。」とその場を立ち去った。イネスは1355年に斬首刑に処された。

### 没後、王太子の叛乱

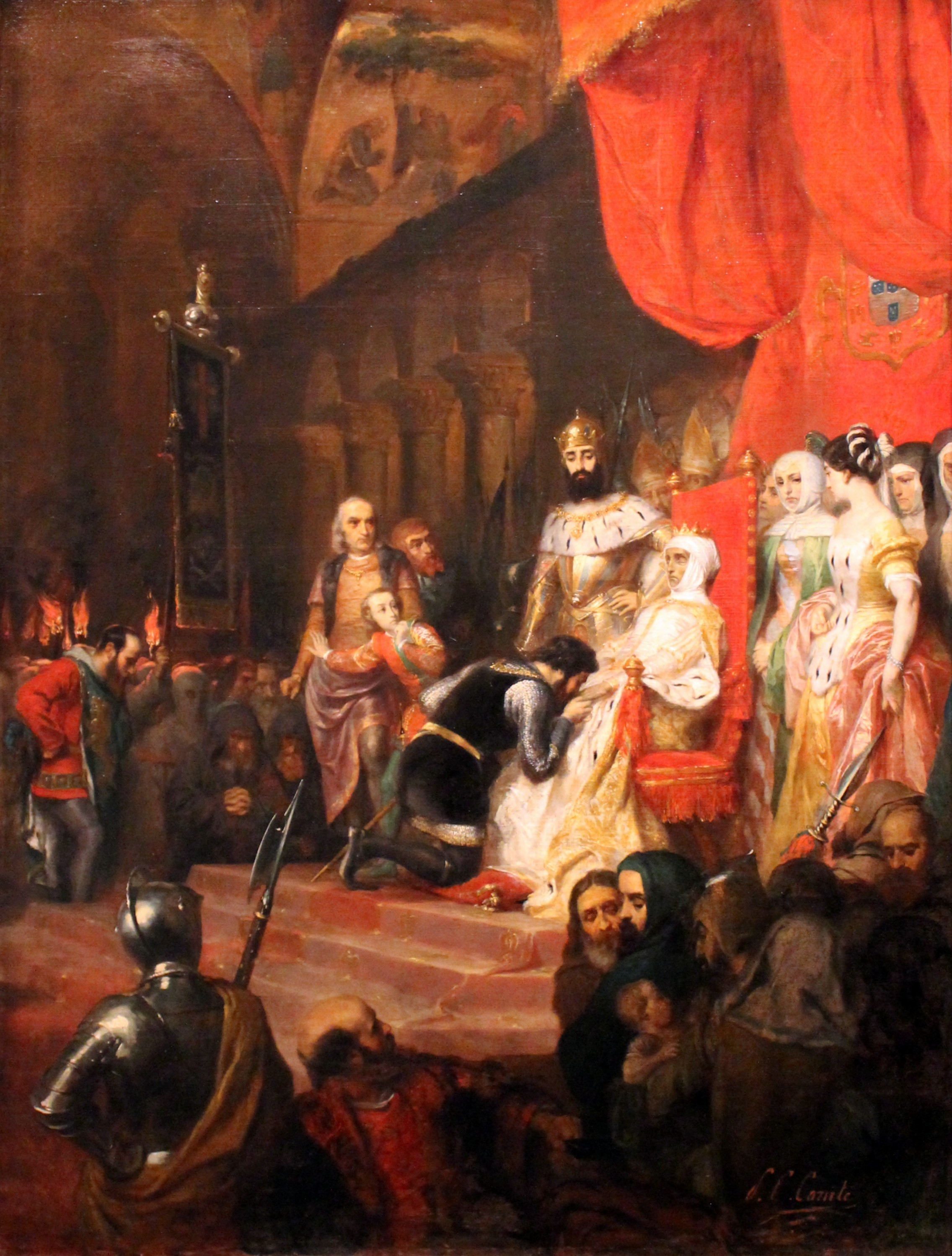
イネスの遺骸への臣従（1849年画）

イネスの死を聞いたペドロは逆上し、父王に対して反乱を起こした。母ベアトリス王妃の取りなしでペドロは父と和解したものの、イネスの復讐は禁じられた。
ペドロは1357年に王位に就くと、イネス・デ・カストロとは正式に結婚しており、彼女は王妃であると宣言した。ペドロは既に葬られていたイネスの棺を掘り起こし、宮廷へ王妃の礼を持って運ばせ、臣下らに「王妃の手に接吻し、忠誠を示すよう」要求した。イネスを殺害した3人の貴族はカスティーリャへ逃亡していたが、ペドロは甥のカスティーリャ王ペドロ1世に逮捕を依頼した。
イネスは、改めてアルコバッサ修道院に葬られた。王と同じく大理石でできた棺は、王の棺と向かい合って安置されている。「最後の審判の後、生き返った時に起き上がると、すぐ互いの顔が見られるように」というペドロ王の願いからである。

## 芸術の題材として

### 文学
ポルトガルの文芸界にイネス・デ・カストロの姿を永遠に留める作品が複数あり、ルイス・デ・カモンイス作『The Lusíadas』（第3篇第118-135スタンザ）もそのひとつである。スペイン語圏にはヘロニモ・ベルムデス（en）『Nise lastimosa』『Nise laureada』（1577年）、『Reinar despues de morir』（ルイス・バレス・デ・ゲバラ作）あるいは1826年のジェンリス侯爵夫人（en）による『Inès de Castro』があり、フランスの劇作家アンリ・デ・モンテルラン（en）の作品『La Reine morte』（仮題：死せる王妃）がある。スペイン語の小説『Inês de Castro』はマリア・ピラール・ケラルト・デル・イエロ（es）が記し、ポルトガル語にも翻訳された。
詩人フェリシア・へマンズ（en）は1828年、雑誌『The New Monthly Magazine』に「イネス・デ・カストロの戴冠」を投稿した。
現代にもエズラ・パウンドが『カントウズ』（en）にイネス・デ・カストロを繰り返し登場させ、第3篇に初出する。

### 舞台芸術
英語圏の演劇界を見ると、アフラ・ベーン作『Agnes de Castro, or, the Force of Generous Love』（1688年）のほかキャサリン・トロッター・コックバーン（en）作『Agnes de Castro』（1695年）があり、メアリー・ラッセル・ミトフォードが記した戯曲は『Inez de Castro』と題された。
舞台芸術でもオペラとバレエにはこの人物を中心に据えた20超の作品があり、18世紀から19世紀のオペラに次の作品がある。
- 作曲ベルンハルト・アンセルム・ヴェーバー『Ines di Castro』（1790年、ハノーファー初演）[2]
- 作曲ニコロ・アントニオ・ジンガレッリ『Ines di Castro』（1798年）[2]
- 作曲ウォルター・サヴェッジ・ランドー『Ines de Castro』（1831年）
- 作曲ジウゼッペ・ペルシアーニ（en）、サルヴァトーレ・カンマラーノ台本『Ines de Castro』（1835年）[2]
- 作曲ピエトロ・アントニオ・コッポラ（en）『Ines di Castro』（1842年、リスボン初演）[2]

現代オペラにもこの人物の物語は影響を与えている。
- スコットランドの作曲家ジェームズ・マクミラン（en）による『Ines di Castro』は1996年エジンバラ国際フェスティバルで初めて舞台にかかった[3]。
- ドイツ語題名『Wut（ドイツ語版）』（仮題：激怒）はスイス人作曲家アンドレア・ロレンツォ・スカルタッジーニ（en）が作り、ドイツの公設オペラ施設のエアフルト劇場（en・エアフルト）で2006年9月9日、世界初上演された。
- アメリカの作曲家トーマス・パサティアの作品『Ines de Castro』の初演は1976年、ボルティモア・オペラ劇団（en）が初演する。
- 『Ines』はカナダ出身の作曲家ジェームズ・ロルフ（en）の作品。トロントで2009年、劇団「Queen of Puddings Music Theatre Company」の手で初演された。

このほか、ポルトガル出身の作曲家ペドロ・マセード・カマーチョ（1979年 - ）はイネス・デ・カストロに葬送曲を捧げており、亡骸がコインブラからアルコバッサ修道院に改葬されて650年を迎えた2012年、コインブラ大学に属する大聖堂（en）で奉献された。イネスを失ったペドロが肉体の愛から精神の愛へと昇華させる姿をさまざまな要素からくみ上げたのはクリストファー・ボクマン Christopher Bochman で、リスボン青少年交響楽団とともにオペラ『Corpo E Alma』（仮題：肉体と精神）を上演した。 
2009年には、日本の宝塚歌劇団が時代と設定を翻案し、『コインブラ物語』としてミュージカル化した。

### 絵画
- ペドロとイネス（19世紀末～20世紀前半、画）
- 命乞いするイネス（1802年、ポルトゥエンセ画）
- 命乞いするイネス（1834年、ブリューロフ画）
- イネスと子供たち（1855年、メトラス画）
- イネスの処刑（20世紀初頭、ピニェイロ画）

## 子供
- アフォンソ（1346年） - 夭折
- ベアトリス（1347年 - 1381年） - アルブルケルケ伯サンチョ（カスティーリャ王エンリケ2世の同母弟）の妻
- ジョアン（1349年 - 1397年） - 1383年から1385年の間、フェルナンド1世の王女ベアトリスの嫡出の不確かさを追及し、王位を請求した。
- ディニス（1354年 - 1397年） - 1383年から1385年の間、兄ジョアンと同じく王位を請求した。